# Heisteria pallida
Espèce
Heisteria pallida est une espèce de plantes de la famille des Olacacées.
L'écorce de H. pallida contient de l'ouratéacatéchine (4′-O-méthyl-(−)-épigallocatéchine), ouratéa-proanthocyanidine A (épiafzéléchin-(4β→8)-4′-O-méthyl-(−)-épigallocatéchine) et le trimère de propélargonidine de type B épiafzéléchine-(4β→8)-épiafzéléchine-(4β→8)-4′-O-méthyl-(−)-épigallocatéchine.